# Eidgenössische Volksinitiative «Ja zum Schutz der Kinder und Jugendlichen vor Tabakwerbung»

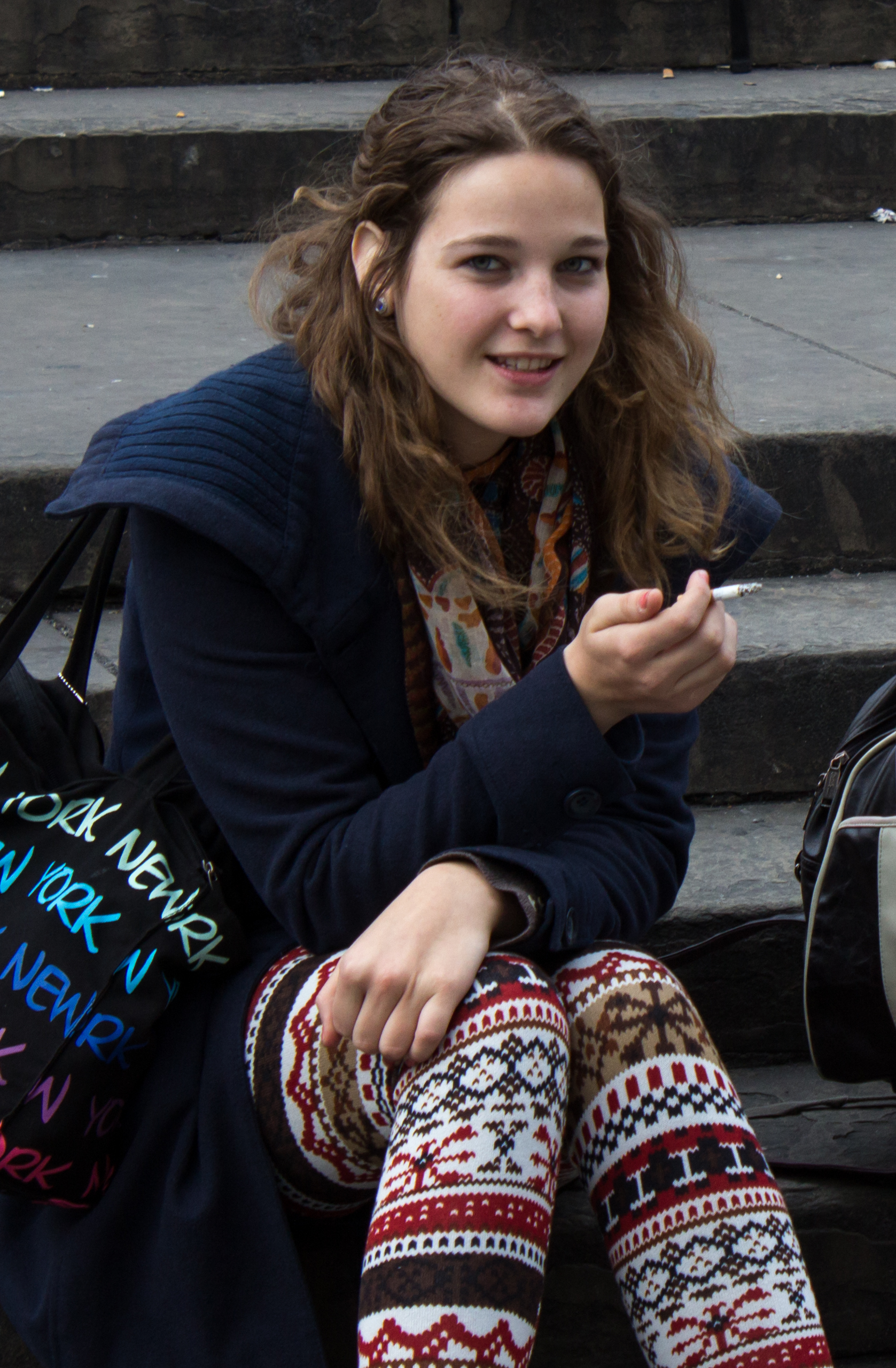
Junges Mädchen, das eine Zigarette raucht. Die meisten derjenigen, die rauchen, haben als Minderjährige angefangen. Die Mehrheit der Bevölkerung raucht nicht.

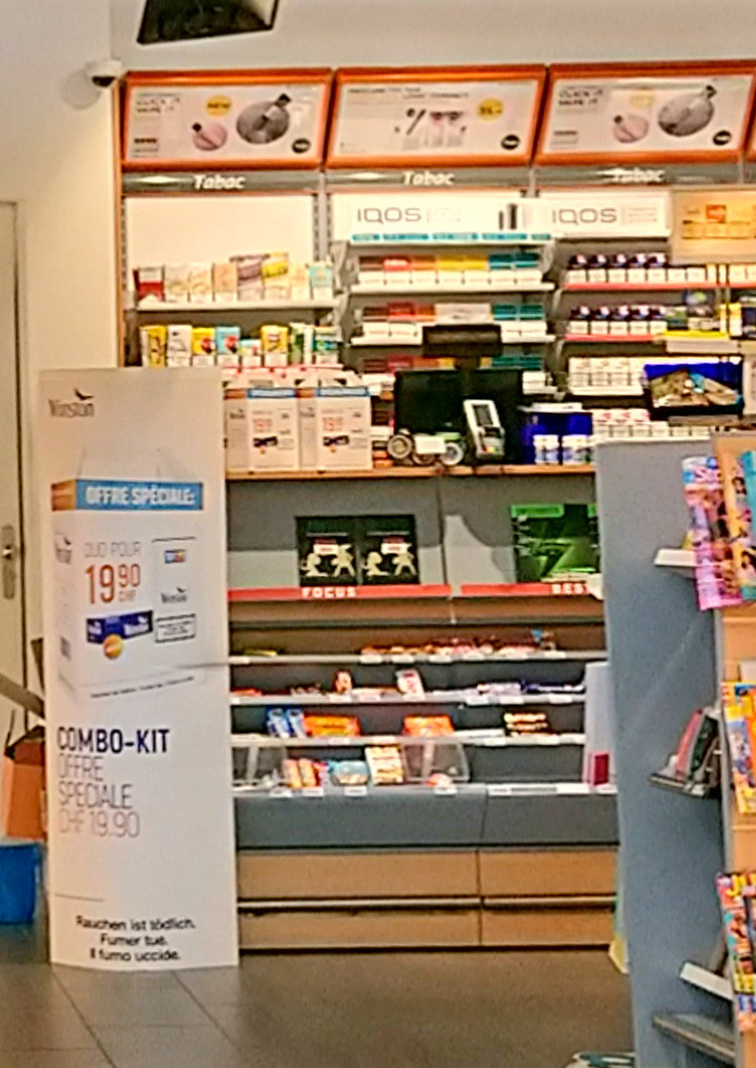
Beispiele für Tabakwerbung an einem Kiosk, wie sie von der Initiative «Kinder ohne Tabak» beanstandet wird (Sitten, 2019).

Die Eidgenössische Volksinitiative «Ja zum Schutz der Kinder und Jugendlichen vor Tabakwerbung» (kurz auch Kinder ohne Tabak oder Kinder und Jugendliche ohne Tabakwerbung) war eine Volksinitiative in der Schweiz, die am 13. Februar 2022 Volk und Ständen unterbreitet wurde. Sie wurde mit 1'371'177 Stimmen (56,6 % der Stimmen) gegen 1'049'107 Stimmen und mit 15 gegen 8 Ständen angenommen, als erst 25. Initiative überhaupt.

## Ausgangslage
Tabakkonsum schädigt die Gesundheit, verursacht schwere Krankheiten und belastet die Gesellschaft mit hohen Folgekosten. Allein die Gesundheitskosten durch das Rauchen wurden 2015 auf jährlich 3 Milliarden Franken geschätzt – 4 % der gesamten Gesundheitsausgaben der Schweiz. Pro Jahr sterben rund 9500 Personen als Folge des Rauchens (14 % aller Todesfälle), insbesondere an Herz-Kreislauf-Erkrankungen, Lungenkrebs, Erkrankungen der Atemwege und anderen Krebsarten. Das waren im Jahr 2021 sechs Mal mehr Tote als alle Todesfälle durch Verkehrsunfälle, Drogenkonsum, AIDS und Suizid zusammen. Lungenkrebs ist die Krebsart, die in der Schweiz die meisten Todesopfer verursacht.
Bund und Kantone engagieren sich deswegen schon lange in der Prävention und versuchen, den Tabakkonsum durch Abgaben einzuschränken, Nichtraucher vor Passivrauch zu schützen, über die Auswirkungen von Tabak zu informieren und mit speziellen Programmen rauchende Menschen zum Ausstieg zu bewegen. Im Vergleich zu anderen europäischen und westlichen Ländern wurden in der Schweiz aber kaum Vorschriften erlassen, die die Tabakerzeugnisse regulieren und die Werbung für Tabakprodukte einschränken.
Zahlreiche wissenschaftliche Studien zeigen, dass im Ausland durch Werbebeschränkungen für Tabakprodukte der Konsum deutlich reduziert werden konnte. Die Mehrheit der Rauchenden beginnt vor ihrem 18. Lebensjahr mit dem Tabakkonsum. Jugendliche, die nicht rauchen, sind die Hauptzielgruppe des Tabakmarketings und sprechen auf die Werbung besonders stark an. Der Anteil der Rauchenden ist bei jungen Menschen zwischen 15 und 24 Jahren mit 32 % überdurchschnittlich hoch. Es ist wissenschaftlich erwiesen, dass sich Jugendliche von Werbung zum Rauchen verleiten lassen.
Zwei Drittel der schweizerischen Bevölkerung waren 2018 für ein allgemeines Werbeverbot für Tabakprodukte und fast ebenso viele befürworten das Verbot von Sponsoring durch die Tabakindustrie. In den letzten Jahren wurden zudem die kantonalen Rechtsvorschriften im Bereich der Tabakprävention erheblich verschärft. Seit 2015 verbieten im Bereich der Werbung sechzehn Kantone, die 76 % der Bevölkerung umfassen, Plakatwerbung und sechs die Werbung in Kinos. In den Kantonen Solothurn und Wallis sind Tabakwerbung und -sponsoring auch bei Kultur- und Sportveranstaltungen verboten.
Der Verkauf von Tabakprodukten an Minderjährige war 2021 noch nicht in allen Schweizer Kantonen verboten: ausser Appenzell Innerrhoden und Schwyz verbieten alle Kantone den Verkauf von Tabakprodukten an Jugendliche, davon 9 an Jugendliche unter 16 Jahren und 15 an Jugendliche unter 18 Jahren. Die meisten Jugendlichen, die rauchen, kaufen ihre Zigaretten selber. Die Zahl der Raucher in der Schweiz ist seit 2011 nicht mehr zurückgegangen.

## Initiativtext
Bei einer Annahme der Initiative durch Volk und Stände würde die schweizerische Bundesverfassung folgendermassen geändert werden:
1. g. Kinder und Jugendliche in ihrer Entwicklung zu selbstständigen und sozial verantwortlichen Personen gefördert und in ihrer sozialen, kulturellen und politischen Integration unterstützt werden sowie ihre Gesundheit gefördert wird.
2. Art. 118 Abs. 2 Bst. b
2 Er erlässt Vorschriften über:
b. die Bekämpfung übertragbarer, stark verbreiteter oder bösartiger Krankheiten von Menschen und Tieren; er verbietet namentlich jede Art von Werbung für Tabakprodukte, die Kinder und Jugendliche erreicht;
3. Art. 197 Ziff. 12²
12. Übergangsbestimmung zu Art. 118 Abs. 2 Bst. b (Schutz der Gesundheit)
Die Bundesversammlung verabschiedet die gesetzlichen Ausführungsbestimmungen innert drei Jahren seit Annahme von Artikel 118 Absatz 2 Buchstabe b durch Volk und Stände.

## Chronologie

### Entstehung
Seit 1955 waren Tabakprodukte in der Schweiz im Lebensmittelgesetz geregelt. Nach einer Totalrevision ist das revidierte Gesetz am 1. Mai 2017 in Kraft getreten und nimmt Tabakprodukte künftig von seinem Geltungsbereich aus. 2015 unterbreitete der Bundesrat dem Parlament einen Entwurf für ein neues Tabakproduktegesetz. Darin waren zahlreiche Einschränkungen für die Bewerbung von Tabakprodukten vorgesehen. Das Parlament lehnte den Gesetzesentwurf jedoch als zu einschneidend ab und wies ihn an den Bundesrat zurück. Ein neuer Entwurf mit geringen Einschränkungen im Bereich Werbung wurde dem Parlament drei Jahre später unterbreitet.
Angesichts dieser Entwicklung gründete eine breite Trägerschaft aus Gesundheits- und Suchtorganisationen sowie Jugendverbänden nach der Rückweisung des ersten Entwurfs durch das Parlament den Verein «Ja zum Schutz der Kinder und Jugendlichen vor Tabakwerbung», der ehrenamtlich vom Ständerat Hans Stöckli präsidiert wird.
Zwischen Frühling 2018 und September 2019 lief die Frist für die Unterschriftensammlung für die Eidgenössische Volksinitiative «Ja zum Schutz der Kinder und Jugendlichen vor Tabakwerbung»; die Unterschriften wurden am 12. September 2019 der Bundeskanzlei eingereicht. Die Volksinitiative war mit 109'969 gültigen Unterschriften zustande gekommen. Im Dezember 2019 empfahl der Bundesrat die Ablehnung der Initiative.

### Beratung im Parlament und Revision des Tabakproduktegesetzes

Die Schweiz ist eines der wenigen Länder, die das Rahmen-übereinkommen der WHO zur Eindämmung des Tabakgebrauchs nicht ratifiziert haben (ratifiziert von 181 Ländern, orangefarben, die mehr als 90 % der Weltbevölkerung repräsentieren).

In Sessionen Ende 2020 und im Jahr 2021 behandelte das Parlament das neue Tabakproduktegesetz und befand zeitgleich über die Volksinitiative. Restriktive Werbeverbote im neuen Gesetz hätten dem Initiativkomitee den Rückzug der Initiative erlaubt.
Im März 2021 lehnte der Nationalrat die Volksinitiative mit 96 zu 84 Stimmen (7 Enthaltungen) ab. Der Ständerat empfahl die Ablehnung mit 27 zu 12 Stimmen (1 Enthaltung) im September 2021.
Der Ständerat sprach sich im Dezember 2020 zuerst für strengere Werbeeinschränkungen im neuen Tabakproduktegesetz aus. Der Nationalrat votierte hingegen im Frühling 2021 für ein weniger striktes Werbeverbot, wobei Linke stärkere Einschränkungen forderten und Rechte weniger weit gehen wollten. Der Ständerat folgte darauf im Sommer 2021 dem Entscheid des Nationalrats durch knappen Stichentscheid des Ständeratspräsidenten.
Das Verbot gilt nur für Presseerzeugnisse und Internetseiten, die für Minderjährige bestimmt sind, sowie für Werbung in Kinos, in öffentlichen Verkehrsmitteln, in öffentlichen Gebäuden und auf Sportplätzen. Dies schliesst Plakatwerbung ein, die von öffentlichem Grund aus einsehbar ist. Verkaufsförderung und Sponsoring ist weiterhin erlaubt, ausser die Veranstaltung hat einen internationalen Charakter oder ist auf ein minderjähriges Publikum ausgerichtet. Das Verbot im Tabakproduktegesetz geht damit weniger weit als der vom Bundesrat vorgelegte Gesetzesentwurf. Damit seien die Voraussetzungen zur Ratifizierung der Rahmenübereinkommen der WHO zur Eindämmung des Tabakgebrauchs nicht erfüllt, wird Gesundheitsminister Alain Berset zitiert.

### Volksabstimmung
Die Massnahmen im Tabakproduktegesetz waren für das Initiativkomitee nicht weitgehend genug: Gerade im Internet und über Gratiszeitungen könnten so noch viele Jugendliche erreicht werden. Die Initiative wurde deshalb nicht zurückgezogen. Die Volksinitiative kam daher am 13. Februar 2022 an die Urne, wo sie relativ deutlich angenommen wurde.

### Umsetzung
Das bereits vor der Volksabstimmung verabschiedete Tabakproduktegesetz trat am 1. Oktober 2024 in Kraft. Parallel dazu verhandelte das Parlament über die Umsetzung der Volksinitiative, also an Anpassungen am Gesetz.
Diese Teilrevision führte aber immer wieder zur Kritik: Dem Parlament wurde vorgeworfen, den «Volkswillen» nicht umzusetzen. Der Einfluss der Tabak-Lobby wird noch immer als sehr stark eingeschätzt.

«Ein komplettes Verbot soll es allerdings nicht geben: Das Parlament will die Initiative nicht wortgetreu umsetzen, sondern strebt einen Mittelweg zwischen einer sehr liberalen Haltung und einem totalen Werbeverbot an.»

In der Sommersession 2025 einigten sich die Kammern auf eine Teilrevision. Das Werbeverbot gilt für Zeitungen und Zeitschriften mit Ausnahme vom Innenteil von Publikationen, die mehrheitlich über Abonnements verkauft werden und deren Leserschaft zu mindestens 98 Prozent aus Erwachsenen besteht (gemäss WEMF). Der Verkauf durch mobiles Verkaufspersonal an öffentlichen Orten ist weiterhin erlaubt, solagen sichergestellt ist, dass Minderjährige nicht sehen können und die Produkte unzugänglich sind. Das Bundesamt für Justiz erachtet diese Lösung als nicht verfassungskonform. Für das Initiativkommittee ist sie «akzeptabel», sind doch diverse Aktivitäten jetzt nicht mehr oder nur in Ausnahmen erlaubt. Es hofft, dass der Bundesrat das Gesetz auf Verordnungsstufe im Sinne der Verfassung interpetieren werde.

## Positionen und Abstimmungskampagnen

### Trägerschaft der Volksinitiative
Die Volksinitiative wird von einer breiten Trägerschaft von Gesundheitsorganisationen, Berufsverbänden, Ärztevereinen und Jugendorganisationen getragen oder unterstützt, dazu gehören unter anderen:
- Verbindung der Schweizer Ärztinnen und Ärzte FMH
- Kinderärzte Schweiz
- Haus- und Kinderärzte Schweiz (MFE)
- Schweizerische Gesellschaft für Kardiologie
- Schweizerische Gesellschaft für Pädiatrie
- Schweizerische Gesellschaft für Pneumologie SGP
- Schweizerische Apothekerverband pharmaSuisse
- Schweizerischer Drogistenverband
- Blaues Kreuz Schweiz
- Allianz «Gesunde Schweiz»
- Diabetesschweiz
- Krebsliga
- Lungenliga
- Unisanté
- Arbeitsgemeinschaft Tabakprävention
- Dachverband Lehrerinnen und Lehrer Schweiz
- Eidgenössisch-Demokratische Union
- Evangelische Volkspartei
- Public Health Schweiz
- Schweizerische Arbeitsgemeinschaft der Jugendverbände SAJV
- Stiftung IdéeSport
- Sucht Schweiz
- Swiss Olympic

### Stellungnahmen der Befürworter
Der Tabakkonsum ist eines der grössten Probleme der öffentlichen Gesundheit in der Schweiz. Die durch den Tabak verursachten Kosten belaufen sich auf fast 4 Milliarden Franken jährlich, und pro Jahr sterben 9500 Menschen. Angesichts dieser finanziellen und personellen Folgen sei der Schutz von Kindern und Jugendlichen höher zu bewerten als die Interessen der Tabakindustrie.
Für die Befürworter der Initiative ist entscheidend, dass Menschen gar nicht erst mit Rauchen beginnen. Wer bis zum Alter von 21 Jahren nicht mit Rauchen beginne, tue dies in der Regel nicht mehr. Die einfachste und billigste Art, den Einstieg ins Rauchen zu verhindern, sei ein Werbeverbot. Die Befürworter sehen sich deshalb besorgt über den überdurchschnittlich hohen Tabakkonsum bei Jugendlichen. Weil die meisten Raucher in frühem Alter mit dem Tabakkonsum beginnen würden, sei es wichtig, insbesondere Minderjährige davor zu bewahren, mit dem Rauchen zu beginnen. Werbung spiele dabei eine zentrale Rolle: Wissenschaftliche Studien würden zeigen, dass gerade junge Altersgruppen stark empfänglich für die von der Tabakwerbung vermittelten Versprechen von Coolness und Traumwelten seien. Zudem ziele die Werbung besonders auf junge Personen.
Erfahrungen aus anderen Ländern hätten gezeigt, dass der Tabakkonsum durch Werbebeschränkungen gerade bei Jugendlichen deutlich eingeschränkt werden konnte. Für die Tabakindustrie sind junge Menschen die wichtigste Zielgruppen, denn bestehende Tabakkonsumenten würden kaum ihre Marke wechseln.
Das neue Tabakproduktegesetz schützt aus Sicht der Befürworter Kinder und Jugendliche ungenügend vor der Tabakwerbung. Die Gesetzgebung schütze in erster Linie die Interessen einer Branche, die primär junge Menschen zum Rauchen verleiten wolle.

### Stellungnahmen der Gegner
Der Bundesrat unterstützt grundsätzlich den Schutz Jugendlicher vor Tabak. Trotzdem lehnte er die Initiative ab, weil er die im Tabakproduktegesetz vorgesehenen Werbeeinschränkungen zum Schutz von Jugendlichen für ausreichend erachtet und weitere Einschränkungen die Interessen der Wirtschaft zu stark einschränken würden. In der Fernsehsendung «Arena» vom 28. Januar 2022 erklärte Alain Berset jedoch, dass der Bundesrat sich eine weitergehende Einschränkung gewünscht hätte, als es vom Parlament im Tabakproduktegesetz beschlossen wurde.
Bürgerliche Politiker im Nationalrat sehen in der Volksinitiative ein faktisches Werbeverbot für ein legales Produkt (wie es bei verschreibungspflichtigen Medikamenten bereits der Fall ist), da Jugendliche fast überall erreicht werden könnten; der Eingriff in die Wirtschaftsfreiheit gehe viel zu weit. Man befürchtet einen Verlust von Arbeitsplätzen und auch deutliche Einbussen im Werbemarkt. Zudem wollte die Wirtschaft ein Präjudiz gegen weitere Werbeverbote für Alkohol oder stark zuckerhaltige Produkte verhindern.
Die Tabakbranche erklärte, dass man sich selbstregulierend schon zu Werbeeinschränkungen verpflichtet habe: In Printmedien, die nicht eine Leserschaft von 80 % Erwachsenen hätten, würden keine Anzeigen geschaltet. Sie erachtet Werbeeinschränkungen nicht als geeignetes Mittel der Prävention, weshalb sie nicht zielführend seien und die Wirtschaftsfreiheit zu schwer einschränke.

### Positionen der Parteien
Ja-Parole: Die SP, die EVP als Trägerin der Initiative, die Grünen, Grünliberalen und die EDU unterstützen die Initiative «Kinder ohne Tabak».
Nein-Parole: Die FDP, Die Mitte und die SVP haben sich gegen die Initiative ausgesprochen.
Abweichende Parolen zur nationalen Partei stammen zum Beispiel von den CVP Frauen sowie folgenden Kantonalparteien, die die Initiative zur Annahme empfehlen: Die Mitte Basel-Stadt, Die Mitte Obwalden, Die Mitte Schwyz, Die Mitte Thurgau, CVP/Die Mitte Uri und Le Centre Vaud. Die Mitte Nidwalden und Die Mitte Zürich hatten die Stimmfreigabe beschlossen.

## Meinungsumfragen
| Institut  | Auftraggeber | Datum                              | Befragte | Ja | Eher Ja | Unentschieden Keine Antwort | Eher Nein | Nein |
| --------- | ------------ | ---------------------------------- | -------- | -- | ------- | --------------------------- | --------- | ---- |
| LeeWas    | Tamedia      | 27. Januar – 28. Januar 2022       | 10'363   | 55 | 5       | 1                           | 4         | 35   |
| gfs. Bern | SRG SSR      | 19. Januar – 26. Januar 2022       | 7'660    | 46 | 17      | 2                           | 12        | 23   |
| LeeWas    | Tamedia      | 17. Januar – 18. Januar 2022       | 13'342   | 53 | 9       | 2                           | 7         | 29   |
| LeeWas    | Tamedia      | 3. Januar – 4. Januar 2022         | 13'120   | 53 | 14      | 2                           | 8         | 23   |
| gfs. Bern | SRG SSR      | 17. Dezember 2021 – 3. Januar 2022 | 8'819    | 51 | 22      | 2                           | 12        | 13   |

Bemerkungen: Angaben in Prozent. 

## Ergebnis
| Kanton                     | Ja        | Ja-Anteil | Nein      | Nein-Anteil | Beteiligung |
| -------------------------- | --------- | --------- | --------- | ----------- | ----------- |
| Aargau                     | 092'005   | 50,15 %   | 091'467   | 49,85 %     | 42,13 %     |
| Appenzell Ausserrhoden (½) | 008'745   | 48,42 %   | 009'317   | 51,58 %     | 46,44 %     |
| Appenzell Innerrhoden (½)  | 0002'013  | 41,88 %   | 0002'794  | 58,12 %     | 40,25 %     |
| Basel-Landschaft (½)       | 0044'141  | 53,90 %   | 0037'722  | 46,10 %     | 43,88 %     |
| Basel-Stadt (½)            | 0035'415  | 64,64 %   | 0019'375  | 35,36 %     | 48,62 %     |
| Bern                       | 0195'893  | 58,37 %   | 0139'684  | 41,63 %     | 45,47 %     |
| Freiburg                   | 0051'527  | 63,08 %   | 0030'180  | 36,94 %     | 38,99 %     |
| Genf                       | 0082'159  | 74,83 %   | 0027'643  | 25,17 %     | 40,69 %     |
| Glarus                     | 0005'952  | 50,83 %   | 0005'758  | 49,17 %     | 44,35 %     |
| Graubünden                 | 0029'353  | 52,08 %   | 0027'010  | 47,92 %     | 40,36 %     |
| Jura                       | 0012'858  | 66,18 %   | 0006'571  | 33,82 %     | 36,35 %     |
| Luzern                     | 0060'594  | 47,07 %   | 0068'151  | 52,93 %     | 46,04 %     |
| Neuenburg                  | 0026'577  | 61,46 %   | 0016'663  | 38,54 %     | 38,62 %     |
| Nidwalden (½)              | 0006'413  | 42,11 %   | 0008'817  | 57,89 %     | 48,28 %     |
| Obwalden (½)               | 0005'233  | 41,55 %   | 0007'362  | 58,45 %     | 46,93 %     |
| Schaffhausen               | 0018'602  | 55,28 %   | 0015'050  | 44,72 %     | 66,28 %     |
| Schwyz                     | 0020'169  | 39,69 %   | 0030'644  | 60,31 %     | 47,55 %     |
| Solothurn                  | 0038'572  | 50,52 %   | 0037'785  | 49,48 %     | 42,15 %     |
| St. Gallen                 | 0066'139  | 47,21 %   | 0073'953  | 52,79 %     | 42,87 %     |
| Tessin                     | 0055'674  | 57,79 %   | 0040'669  | 42,21 %     | 43,69 %     |
| Thurgau                    | 0034'287  | 47,04 %   | 0038'603  | 52,96 %     | 42,07 %     |
| Uri                        | 0004'130  | 41,28 %   | 0005'875  | 58,72 %     | 37,62 %     |
| Waadt                      | 0131'679  | 67,19 %   | 0064'305  | 32,81 %     | 42,57 %     |
| Wallis                     | 0053'130  | 56,61 %   | 0040'718  | 43,39 %     | 41,96 %     |
| Zug                        | 0018'607  | 46,73 %   | 0021'209  | 53,27 %     | 50,80 %     |
| Zürich                     | 0271'310  | 59,88 %   | 0181'782  | 40,12 %     | 47,63 %     |
| Schweiz                    | 1'371'177 | 56,7 %    | 1'049'107 | 43,3 %      | 44,24 %     |

Die Initiative wurde insbesondere in der Romandie und in urbanen Regionen deutlich angenommen. Nur einige Kantone der Zentral- und Ostschweiz lehnten die Initiative ab. Eine Nachbefragung ergab, dass die Zustimmung zur Initiative bei Frauen 5 % höher war als bei Männern, während das Alter oder das Einkommen der Wähler keinen grossen Unterschied machten. Viel Unterstützung kam aus dem linken und zentralen Politspektrum. Die Initiative fand aber auch Zustimmung bei Parteigängern, deren Parteien die Initiative zur Ablehnung empfahlen: die Mehrheit der Mitte-Wähler, rund ein Drittel der FDP-Wähler und SVP-Wähler stimmten der Initiative zu. „Die grosse Mehrheit – auch der Nein-Stimmenden – sehen [sic!] sich aber in der Pflicht, Kinder und Jugendliche zu schützen und ihre gesunde Entwicklung zu fördern.“ (gfs.Bern: VOX-Bericht). Eine weitere Verschärfung der Tabaknutzung oder Werbeverbote für eher gesundheitsschädigende Lebensmittel wurde in der Befragung aber klar abgelehnt.